# Донат (Граубюнден)
Донат (нем. Donat) — деревня и бывшая коммуна в Швейцарии, в кантоне Граубюнден. 
До 2020 года имела статус отдельной коммуны. 1 января 2021 года была объединена с коммунами Касти-Вергенштайн, Лон и Матон в новую коммуну Мутонья-да-Шонс. Входит в состав региона Виамала (до 2015 года входила в округ Хинтеррайн).
Население коммуны составляет 205 человек (на 31 декабря 2013 года). Официальный код  —  3705.
Образована 1 января 2003 года объединением коммун Донат (нем. Donath) и Патцен-Фардюн. Герб коммуны был образован объединением гербов вошедших в её состав населённых пунктов.